# Villa Sommi Picenardi (Olgiate Molgora)
Villa Sommi Picenardi è un complesso architettonico di Olgiate Molgora (provincia di Lecco) composto da una villa padronale con annessa cappella dedicata a San Galdino e risalente al 1703, da una cascina e da un ampio parco che oppone, sul retro della villa, un complesso giardino all'italiana ad un giardino all'inglese sul lato frontale. La villa si articola attorno ad una torre da cui parte un impianto settecentesco profondamente rimaneggiato alla fine del XIX secolo. Originariamente appartenente alla famiglia Sala Trotti Bentivoglio, è passata in eredità nella prima metà del Novecento alla famiglia Sommi Picenardi, originaria di Cremona, già proprietaria di un'altra storica villa nel comune di Torre de' Picenardi.